# Cyananthus pilosus
Cyananthus pilosus là loài thực vật có hoa trong họ Hoa chuông. Loài này được (C.Marquand) K.K.Shrestha mô tả khoa học đầu tiên năm 1997.